# Вересна
Вересна (раніше — Вересня) — село в Україні, у Дубрівській сільській територіальній громаді Звягельського району Житомирської області. Кількість населення становить 172 особи (2001).

## Населення
Станом на 1885 рік в селі мешкало 139 осіб, налічувалося 18 дворових господарств.
Наприкінці 19 століття кількість населення становила 272 особи, дворів — 45 (у селі — 43 двори та 266 мешканців, у селищі — 2 та 12 відповідно).
У 1906 році у поселенні налічувалося 222 мешканці, дворів — 39, у 1923 році — 54 двори та 297 мешканців.
Відповідно до результатів перепису населення СРСР, кількість населення, станом на 12 січня 1989 року, становила 208 осіб. Станом на 5 грудня 2001 року, відповідно до перепису населення України, кількість мешканців села становила 172 особи.

## Історія
Належало до Берездівського ключа, від князів Яблоновських перейшло до Дорофеєвичів, після них — до Горських.
У другій половині 19 століття — селище Жолобенської волості Новоград-Волинського повіту Волинської губернії, власність Войнової. Належало до православної парафії у Мокрому, за 5 верст.
За довідником 1885 року — колишнє власницьке село Жолобенської волості Новоград-Волинського повіту Волинської губернії. Була школа.
Наприкінці 19 століття — село Жолобенської волості Новоград-Волинського повіту Волинської губернії, за 32 версти (34 км) від Новограда-Волинського. Православна парафія — у Мокрому, за 5 верст.
У 1906 році — сільце Жолобенської волості (1-го стану) Новоград-Волинського повіту Волинської губернії. Відстань до повітового центру, м. Новоград-Волинський, становила 32 версти, від волосного центру, с. Жолобне — 13 верст. Найближче поштово-телеграфне відділення розміщувалося у Новограді-Волинському.
За переписом 1911 року Шиманським належало 1 130 десятин земель.
У 1923 році включене до складу новоствореної Закриницької сільської ради, яка, 7 березня 1923 року, увійшла до складу новоутвореного Пищівського (згодом — Ярунський) району Житомирської (згодом — Волинська) округи. Розміщувалося за 28 верст від районного центру, с. Піщів, та 2 версти — від центру сільської ради, с. Закриниччя.
4 червня 1958 року, в складі сільської ради, внаслідок ліквідації Ярунського району, увійшло до складу Новоград-Волинського району Житомирської області. 5 березня 1959 року, відповідно до рішення Житомирського облвиконкому № 161 «Про ліквідацію та зміну адміністративно-територіального поділу окремих сільських рад області», Закриницьку сільську раду ліквідовано, село підпорядковане Мокренській сільській раді Новоград-Волинського району. 8 грудня 1966 року, разом із сільською радою, передане до Баранівського району Житомирської області. 25 вересня 2009 року Житомирська обласна рада уточнила назву села Вересня на Вересна.
10 серпня 2015 року увійшло до складу новоствореної Дубрівської сільської територіальної громади Баранівського району Житомирської області. Від 19 липня 2020 року, разом з громадою, в складі новоствореного Новоград-Волинського (згодом — Звягельський) району Житомирської області.